# Courgoul
Courgoul é uma comuna francesa na região administrativa de Auvérnia-Ródano-Alpes, no departamento Puy-de-Dôme. Estende-se por uma área de 8,43 km². Em 2010 a comuna tinha 63 habitantes (densidade: 7,5 hab./km²).